# Puchar Niemiec w piłce nożnej (1935)
Puchar Niemiec w piłce nożnej mężczyzn 1935 lub Puchar Tschammera 1935 – 1. edycja rozgrywek mających na celu wyłonienie zdobywcy Pucharu Niemiec. Trofeum wywalczył FC Nürnberg. Finał został rozegrany na Rheinstadion w Düsseldorfie.

## Plan rozgrywek
Rozgrywki szczebla centralnego składały się z 6 części:
- Pierwsza runda: 1–8 września 1935 roku
- Druga runda: 22 września 1935 roku
- Trzecia runda: 27 października–3 listopada 1935 roku
- Ćwierćfinał: 10 listopada 1935 roku
- Półfinał: 24 listopada 1935 roku
- Finał: 8 grudnia 1935 roku na Rheinstadion w Düsseldorfie

## Pierwsza runda
Mecze zostały rozegrane 1 i 8 września 1935 roku.
| Drużyna 1                    | Wynik      | Drużyna 2               |
| ---------------------------- | ---------- | ----------------------- |
| Eintracht Bad Kreuznach      | 0:1        | Waldhof Mannheim        |
| Masovia Lyck                 | 7:3        | Tilsiter SC             |
| Stettiner SC                 | 0:1        | Minerva Berlin          |
| Vorwärts-Rasensport Gleiwitz | 9:1        | Breslauer FV 06         |
| Vorwärts Breslau             | 3:1        | BC Hartha               |
| Dresdner Sportfreunde        | 6:1        | SV Klettendorf          |
| SVG Göttingen 07             | 1:5        | Schalke Gelsenkirchen   |
| Union Recklinghausen         | 0:5        | VfL Benrath             |
| Sportring Gevelsberg         | 2:5        | VfR Köln 04             |
| Hamborn 07                   | 1:2        | SpVgg Herten            |
| Fortuna Düsseldorf           | 5:0        | Kölner SC               |
| Kölner SC                    | 3:4 (dog.) | Hannover 96             |
| Hanau 93                     | 5:1        | Eintracht Windecken     |
| Spielverein Kassel           | 2:1        | Phönix Ludwigshafen     |
| Elsterberger BC              | 4:4 (dog.) | SV Jena                 |
| VfB Leipzig                  | 1:2        | FC Nürnberg             |
| VfL Bitterfeld               | 1:2 (dog.) | Hertha Berlin           |
| SV Merseburg                 | 2:4        | PSV Chemnitz            |
| Holstein Kilonia             | 7:1        | Nordring Stettin        |
| Victoria Hamburg             | 1:2        | Berolina-LSC Berlin     |
| Eimsbütteler TV              | 7:0        | Hamburg-Eimsbütteler BC |
| Eintracht Brunszwik          | 6:3        | Reichsbahn SV Berlin    |
| Werder Brema                 | 4:5        | Hamburger SV            |
| Germania Fulda               | 1:5        | SpVgg Fürth             |
| Wormatia Worms               | 3:0        | FC Egelsbach            |
| VfR Mannheim                 | 5:3        | FV Homburg              |
| VfB Bretten                  | 1:3        | Freiburger FC           |
| Karlsruher FV                | 0:1        | SportVg Feuerbach       |
| VfB Stuttgart                | 3:4 (dog.) | BC Augsburg             |
| FC Schweinfurt 05            | 4:0        | SV Steinach             |
| Ulmer FV                     | 5:4 (dog.) | Bayern Monachium        |
| VfB Königsberg               | [ 1 ]      |                         |

### Mecze przełożone
| Drużyna 1 | Wynik | Drużyna 2       |
| --------- | ----- | --------------- |
| SV Jena   | 4:2   | Elsterberger BC |

## Druga runda
Mecze zostały rozegrane 22 września 1935 roku.
| Drużyna 1             | Wynik | Drużyna 2                    |
| --------------------- | ----- | ---------------------------- |
| VfB Königsberg        | 0:1   | Masovia Lyck                 |
| Berolina-LSC Berlin   | 3:2   | Vorwärts Rasensport Gleiwitz |
| Vorwärts Breslau      | 2:4   | Minerva Berlin               |
| Dresdner Sportfreunde | 1:0   | Hertha Berlin                |
| PSV Chemnitz          | 4:2   | FC Schweinfurt 05            |
| Hamburger SV          | 1:4   | Fortuna Düsseldorf           |
| Eintracht Brunszwik   | 7:0   | SV Jena                      |
| Hannover 96           | 4:3   | Holstein Kilonia             |
| Schalke Gelsenkirchen | 8:0   | Spielverein Kassel           |
| SpVgg Herten          | 1:4   | Hanau 93                     |
| VfL Benrath           | 5:3   | Eimsbütteler TV              |
| VfR Köln 04           | 0:2   | SpVgg Fürth                  |
| Waldhof Mannheim      | 5:1   | Wormatia Worms               |
| Freiburger FC         | 3:0   | SV Feuerbach                 |
| BC Augsburg           | 2:3   | VfR Mannheim                 |
| 1. FC Nürnberg        | 8:0   | Ulmer FV 1894                |

## Trzecia runda
Mecze zostały rozegrane 27 października i 3 listopada 1935 roku.
| Drużyna 1             | Wynik | Drużyna 2             |
| --------------------- | ----- | --------------------- |
| Minerva Berlin        | 4:2   | Eintracht Brunszwik   |
| Dresdner Sportfreunde | 2:1   | Masovia Lyck          |
| PSV Chemnitz          | 1:3   | FC Nürnberg           |
| Hannover 96           | 2:6   | Schalke Gelsenkirchen |
| Fortuna Düsseldorf    | 0:3   | Waldhof Mannheim      |
| Hanau 93              | 5:1   | Berolina-LSC Berlin   |
| SpVgg Fürth           | 2:3   | Freiburger FC         |
| VfR Mannheim          | 2:3   | VfL Benrath           |

## Ćwierćfinały
Mecze zostały rozegrane 10 listopada 1935 roku.
| Drużyna 1        | Wynik | Drużyna 2             |
| ---------------- | ----- | --------------------- |
| VfL Benrath      | 1:4   | Schalke Gelsenkirchen |
| Waldhof Mannheim | 1:0   | Dresdner Sportfreunde |
| Freiburger FC    | 2:1   | Hanau 93              |
| FC Nürnberg      | 4:1   | Minerva Berlin        |

## Półfinały
Mecze zostały rozegrane 24 listopada 1935 roku.
| Drużyna 1             | Wynik | Drużyna 2        |
| --------------------- | ----- | ---------------- |
| Schalke Gelsenkirchen | 6:2   | Freiburger FC    |
| FC Nürnberg           | 1:0   | Waldhof Mannheim |

## Finał
| 8 grudnia 1935 | FC Nürnberg · Eiberger 46' · Friedel 84' | 2:00:0Raport | Schalke Gelsenkirchen | Rheinstadion, Düsseldorf Widzów: 60 000 Sędzia: Alfred Birlem (Berlin) |
|                |                                          |              |                       |                                                                        |

| FC NÜRNBERG:     |   |                 |
|                  |   |                 |
| BR               | 1 | Georg Köhl      |
| OB               |   | Willi Billmann  |
| OB               |   | Andreas Munkert |
| PO               |   | Hans Übelein    |
| PO               |   | Heinz Carolin   |
| PO               |   | Richard Oehm    |
| NA               |   | Karl Gußner     |
| NA               |   | Max Eiberger    |
| NA               |   | Georg Friedel   |
| NA               |   | Josef Schmitt   |
| NA               |   | Willi Spieß     |
| Trener:          |   |                 |
| Richard Michalke |   |                 |

| SCHALKE GELSENKIRCHEN: |   |                    |
|                        |   |                    |
| BR                     | 1 | Hermann Mellage    |
| OB                     |   | Hans Bornemann     |
| OB                     |   | Otto Schweisfurth  |
| PO                     |   | Otto Tibulski      |
| PO                     |   | Hermann Nattkämper |
| PO                     |   | Rudolf Gellesch    |
| NA                     |   | Ernst Kalwitzki    |
| NA                     |   | Fritz Szepan       |
| NA                     |   | Ernst Poertgen     |
| NA                     |   | Ernst Kuzorra      |
| NA                     |   | Adolf Urban        |
| Trener:                |   |                    |
| Hans Schmidt           |   |                    |

| Puchar Niemiec w piłce nożnej 1935 Zwycięzcy |
| -------------------------------------------- |
| FC Nürnberg 1. Tytuł                         |

## Statystyki
Najlepsi strzelcy
| Zawodnik        | Gole | Drużyna               |
| --------------- | ---- | --------------------- |
| Ernst Kuzorra   | 9    | Schalke Gelsenkirchen |
| Ernst Kalwitzki | 6    | Schalke Gelsenkirchen |
| Ernst Poertgen  | 6    | Schalke Gelsenkirchen |
| Emil Leupold    | 6    | SpVgg Fürth           |
| Kurt Langenbein | 6    | VfR Mannheim          |
| Max Eiberger    | 6    | FC Nürnberg           |
| Georg Friedel   | 6    | FC Nürnberg           |